# Nikolái Novikov
Nikolái Ivánovich Novikov (en ruso: Никола́й Ива́нович Новико́в; Tíjvinskoye-Avdótyino, 27 de abril de 1744 - ibíd., 31 de julio de 1818) fue el escritor más representativo de la Ilustración en Rusia. Apuntó a mejorar el nivel cultural y educativo del público ruso. Frecuentemente se le considera el primer periodista de su país.[cita requerida] Con ayuda de Johann Georg Schwartz, Iván Vladímirovich Lopujín y Semión Ivánovich Gamaleya, llevó el martinismo y el rosacruz a Rusia.
Novikov perteneció a la primera generación que, en 1755, se benefició de la fundación de la Universidad Estatal de Moscú. En 1767 tomó un papel activo en la Asamblea legislativa que buscaba producir un nuevo código legal. Inspirado por esta oleada de actividades librepensadoras, asumió la tarea de editar El diario de Moscú y lanzó en este una serie de publicaciones y estampados satíricos. Sus ataques a las costumbres sociales existentes resultaba en cómicas réplicas de Catalina II la Grande, quien incluso creó su propio periódico llamado Vsyákaya vsyáchina (se traduce al español como mezcla de cosas inconexas que no tienen ningún propósito) para comentar y responder a los artículos de Novikov.
En 1780 Novikov se eleva a las más altas posiciones en la francmasonería rusa, que financió su ambicioso y arriesgado proyecto de imprenta. La prensa de Novikov produjo una tercera parte de los libros rusos contemporáneos y varios periódicos. Usó su influencia para varios propósitos nobles, como para promocionar a gran escala las obras de Shakespeare al público.
Cuando comenzó Revolución francesa, la emperatriz Catalina cambió su actitud hacia Novikov e hizo confiscar la mayoría de su material impreso empastado, incluyendo mil copias de Un poema sobre el último día (1713), de Edward Young. Tres años después, sin razón aparente, fue encarcelado en la fortaleza Shlisselburg por quince años. Sería liberado, pero más tarde fue amenazado con el fin de reducir sus actividades periodísticas. Murió a la edad de 74 años.